# پینتسفلد
پینتسفلد (به آلمانی: Pintesfeld) یک شهر در آلمان است که در بیتبورگ-پروم واقع شده‌است.